# Nemania illita
Nemania illita är en svampart som först beskrevs av Ludwig David von Schweinitz, och fick sitt nu gällande namn av Zdeněk Pouzar 1985. Nemania illita ingår i släktet Nemania och familjen kolkärnsvampar.   Inga underarter finns listade i Catalogue of Life.